# Stazione di Chiba-Minato
La stazione di Chiba-Minato (千葉みなと駅?, Chiba-Minato-eki) è una stazione ferroviaria situata nel quartiere di Chūō-ku, a Chiba, città della prefettura omonima, in Giappone. La stazione è servita dalla linea Keiyō della JR East ed è capolinea della linea 1 della monorotaia urbana di Chiba.

## Linee
East Japan Railway Company
■ Linea Keiyō
Monorotaia urbana di Chiba
■ Linea 1
■ Linea 2 (servizi diretti)

## Struttura

### Stazione JR
La stazione è dotata di un marciapiede laterale e uno a isola, con due binari passanti in viadotto. Il binario 2 è usato per entrambe le direzioni.
| 1-2 | ■ Linea Keiyō | per Soga, Shimousa-Ichinomiya e Kisarazu         |
| 2-3 | ■ Linea Keiyō | per Minami-Funabashi, Maihama, Shin-Kiba e Tokyo |

### Stazione della monorotaia
La monorotaia si trova sospesa, con un fabbricato viaggiatori separato, ma collegato, a quello della stazione JR, e ha due marciapiedi laterali. Si tratta del capolinea della linea 1
| 1 | ■ Linea 1 | per Chiba e Chishiro-dai |
| 2 | ■ Linea 1 | per Kenchō-mae           |

## Stazioni adiacenti
| «                             | Servizio      | »              |
| Linea Keiyō                   | Linea Keiyō   | Linea Keiyō    |
| ----------------------------- | ------------- | -------------- |
| Inage-Kaigan                  | Locale Rapido | Soga           |
| Il Rapido Pendolari non ferma |               |                |
| Linea 2 (monorotaia di Chiba) |               |                |
| Capolinea                     | -             | Shiyakusho-mae |